# Walid Atta
Walid Atta (ur. 26 sierpnia 1986) – etiopski piłkarz występujący na pozycji środkowego obrońcy.

## Kariera Klubowa
Walid Atta jako junior grał w Stendy IF i Gunnilse IS, skąd w 2006 roku odszedł do Athletic F.C. United. Tam nie rozegrał ani jednego meczu.
1 stycznia 2008 przeszedł do AIK Fotboll i przez 3 lata rozegrał 26 meczów, strzelając 1 bramkę. W 2011 roku grał w Lokomotivie Zagrzeb, gdzie wystąpił w ośmiu meczach. W latach 2011–2012 reprezentował barwy Dynama Zagrzeb, gdzie nie rozegrał żadnego meczu.
1 lutego 2012 podpisał umowę z Helsingborgsem i przez 2 lata rozegrał 25 meczów, strzelając 2 bramki. W latach 2014–2015 występował w BK Hacken, gdzie rozegrał 33 mecze. 1 lipca przeszedł do Gençlerbirliği Ankara.

## Kariera reprezentacyjna
Walid Atta zadebiutował 5 lutego 2008 w barwach reprezentacji Szwecji do lat 21. Wystąpił w niej w 3 meczach.
W swojej seniorskiej karierze gra dla reprezentacji Etiopii, w której wystąpił po raz pierwszy 11 października 2014 roku.

## Źródła
- Walid Atta, [w:] baza Transfermarkt (zawodnicy) [dostęp 2020-11-24].